# Ertsmineraal
Een ertsmineraal is een mineraal dat een verbinding vormt van een economisch relevant metaal. Ertsmineralen komen voor in ertsen, maar zijn gemiddeld genomen over de hele aardkorst zeldzaam. Ertsmineralen zijn belangrijke delfstoffen.
De meeste ertsmineralen zijn oxiden, sulfiden, silicaten of pure metalen (bijvoorbeeld puur koper).

## Belangrijke ertsmineralen
| Mineraal                      | Chemische formule    | product            |
| ----------------------------- | -------------------- | ------------------ |
| Argentiet                     | Ag2S                 | Zilver             |
| Bariet                        | BaSO4                | Barium             |
| Bauxiet                       | Al2O3                | Aluminium          |
| Beril                         | Be3Al2(SiO3)6        | Beryllium          |
| Borniet                       | Cu5FeS4              | Koper              |
| Cassiteriet                   | SnO2                 | Tin                |
| Chalcociet                    | Cu2S                 | Koper              |
| Chalcopyriet                  | CuFeS2               | Koper              |
| Chromiet                      | (Fe, Mg)Cr2O4        | Chroom             |
| Cinnaber                      | HgS                  | Kwik               |
| Cobaltiet                     | (Co, Fe)AsS          | Kobalt, Arseen     |
| Columbiet-Tantaliet of Coltan | (Fe, Mn)(Nb, Ta)2O6  | Tantalium, Niobium |
| Galena                        | PbS                  | Lood               |
| Goethiet                      | Fe3+O.OH             | IJzer              |
| Hematiet                      | Fe2O3                | IJzer              |
| Ilmeniet                      | FeTiO3               | Titanium           |
| Magnetiet                     | Fe3O4                | IJzer              |
| Molybdeniet                   | MoS2                 | Molybdeen          |
| Pentlandiet                   | (Fe, Ni)9S8          | Nikkel             |
| Pyriet                        | FeS2                 | IJzer              |
| Pyrolusiet                    | MnO2                 | Mangaan            |
| Pyrrhotiet                    | Fe2+(1-x)S(x=0-0.17) | IJzer              |
| Scheeliet                     | CaWO4                | Wolfraam           |
| Sideriet                      | Fe2+CO3              | IJzer              |
| Sphaleriet (zinkblende)       | ZnS                  | Zink               |
| Uraniniet (pekblende)         | UO2                  | Uranium            |
| Wolframiet                    | (Fe, Mn)WO4          | Wolfraam           |